# Дмитрий Донской (бронепоезд ВСЮР)
Бронепоезд «Дмитрий Донской» (также «Морской бронепоезд»; «Адмирал Непенин», «Морская батарея № 2») — легкий бронепоезд Добровольческой армии. Принимал участие в Северо-Кавказской операции.

## История создания
11 августа 1918 года в Екатеринодаре было начато формирование бронепоезда «Морская батарея № 2». Для боевой части были использованы захваченные у РККА три угольные платформы, вооруженные четырьмя 75 мм и одним 47-мм орудиями. Личный состав был сформирован преимущественно из морских офицеров и офицеров авиации, которые обслуживали пулемёты.
Ходовая часть была в плохом состоянии из-за небрежного отношения бывших хозяев — красных. Запас снарядов был ограничен и пополнялся лишь за счет захваченных у противника боеприпасов. Гильзы приходилось перезаряжать по несколько раз, из-за чего орудия выходили из строя.

## Боевое применение
«Дмитрий Донской» применялся в Северо-Кавказской операции. Когда Таманская армия вошла в Армавир, вагоны, где жили члены команды, были отведены по Туапсинке в Ставрополь. Сам бронепоезд в течение полутора месяцев с боями отходил к Ставрополю, сдерживая наступление таманцев. 14 октября 1918 года у разъезда Базный под Ставрополем из 42 человек команды было убито 18 и ранено 5.
С 1919 года входил в состав 3-го бронепоездного дивизиона.
В дальнейшем воевал в Черноземье и на Украине, где получил имя «Дмитрий Донской». В сентябре 1919 года бронепоезд находился под Курском. В ноябре 1919 года он действовал на линии Харьков — Севастополь и получил 3 новые бронеплощадки системы Голяховского с 76-мм орудиями во вращающихся башнях и пулеметную площадку.
Ранее списанная бронеплощадка «Дмитрия Донского» не была оставлена и вошла в состав спешно созданного при отступлении в начале 1920 года бронепоезда «За Русь Святую» и закончила свой боевой путь под Новороссийском 13 марта 1920 года.
31 октября бронепоезд «Дмитрий Донской» подошел к станции Севастополь и остановился близ первых пристаней, так как на повороте сошла с рельс боевая площадка бронепоезда «Дмитрий Донской» и требовалась починка пути. Бронепоезд «Дмитрий Донской» прибыл 2 ноября в Керчь, где уже находился бронепоезд «Волк». Команды этих двух бронепоездов сняли замки с орудий и испортили материальную часть на боевых площадках, после чего были погружены на суда и отплыли из Керчи.